# Solen
Solen é uma cidade localizada no estado norte-americano de Dacota do Norte, no Condado de Sioux.

## Demografia
Segundo o censo norte-americano de 2000, a sua população era de 86 habitantes.
Em 2006, foi estimada uma população de 90, um aumento de 4 (4.7%).

## Geografia
De acordo com o United States Census Bureau tem uma área de
0,8 km², dos quais 0,8 km² cobertos por terra e 0,0 km² cobertos por água. Solen localiza-se a aproximadamente 509 m acima do nível do mar.

## Localidades na vizinhança
O diagrama seguinte representa as localidades num raio de 40 km ao redor de Solen.